# Argiope keyserlingi
Argiope keyserlingi är en spindelart som beskrevs av Karsch 1878. Argiope keyserlingi ingår i släktet Argiope och familjen hjulspindlar. Inga underarter finns listade i Catalogue of Life.

## Bildgalleri

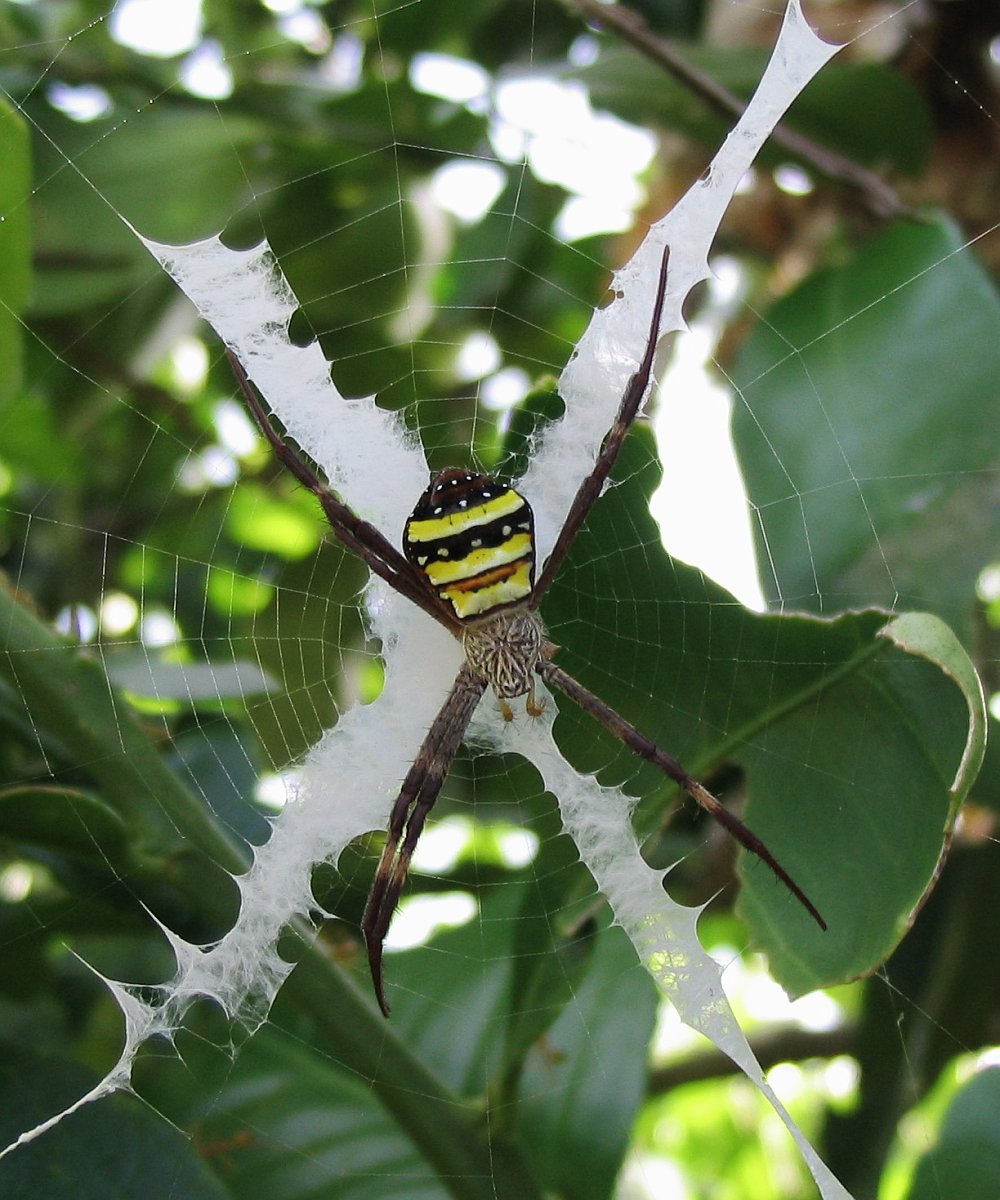
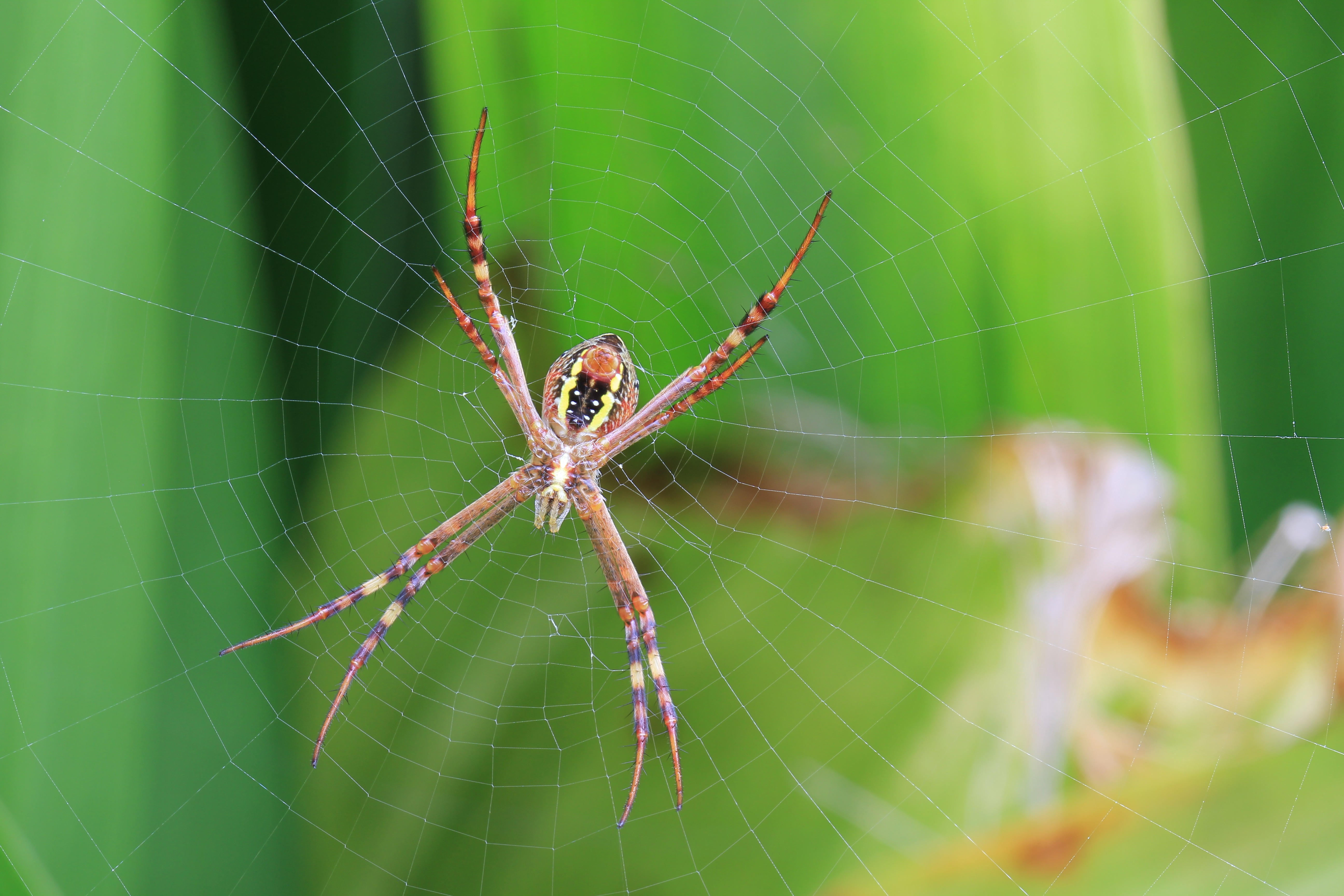
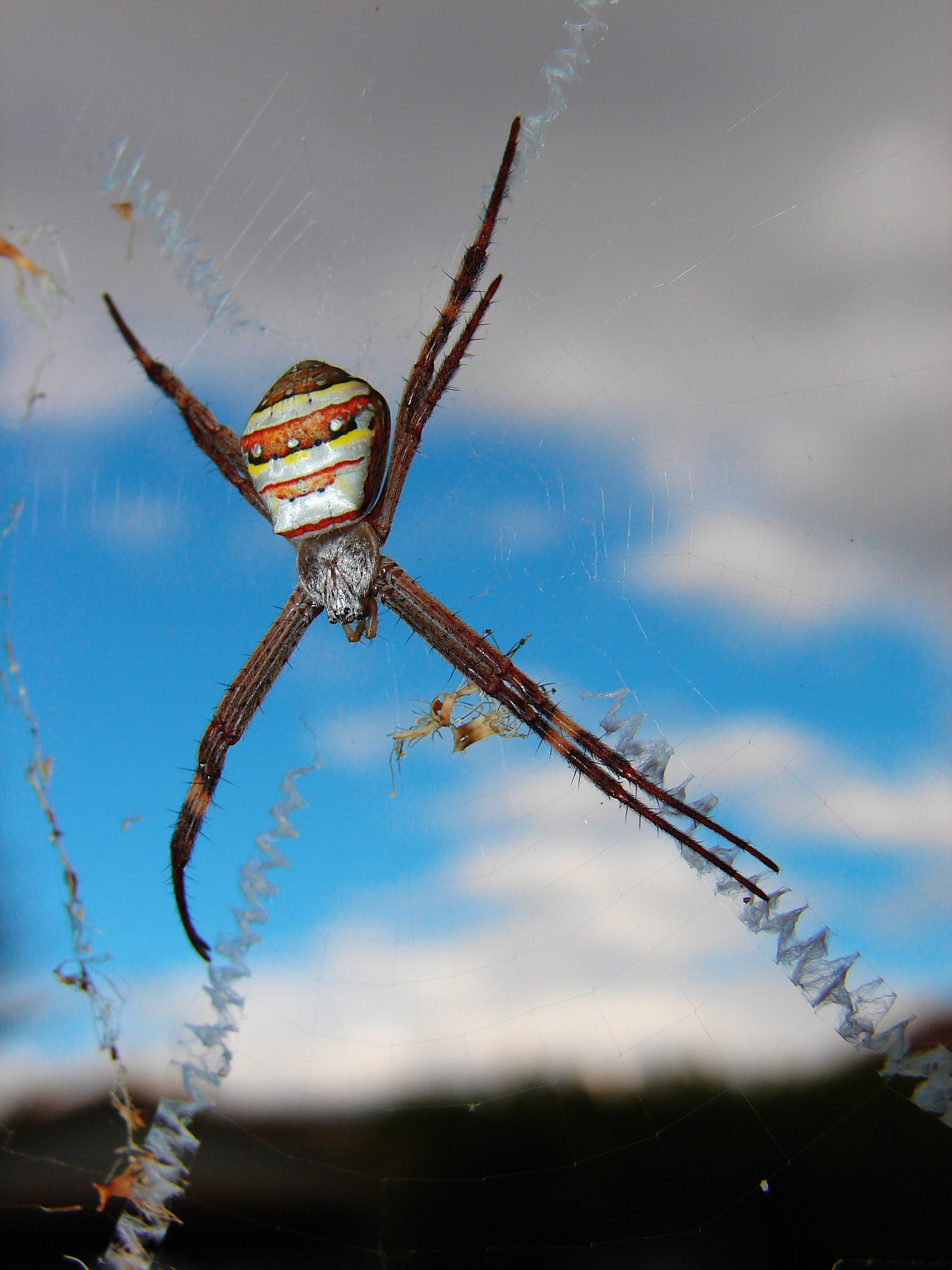
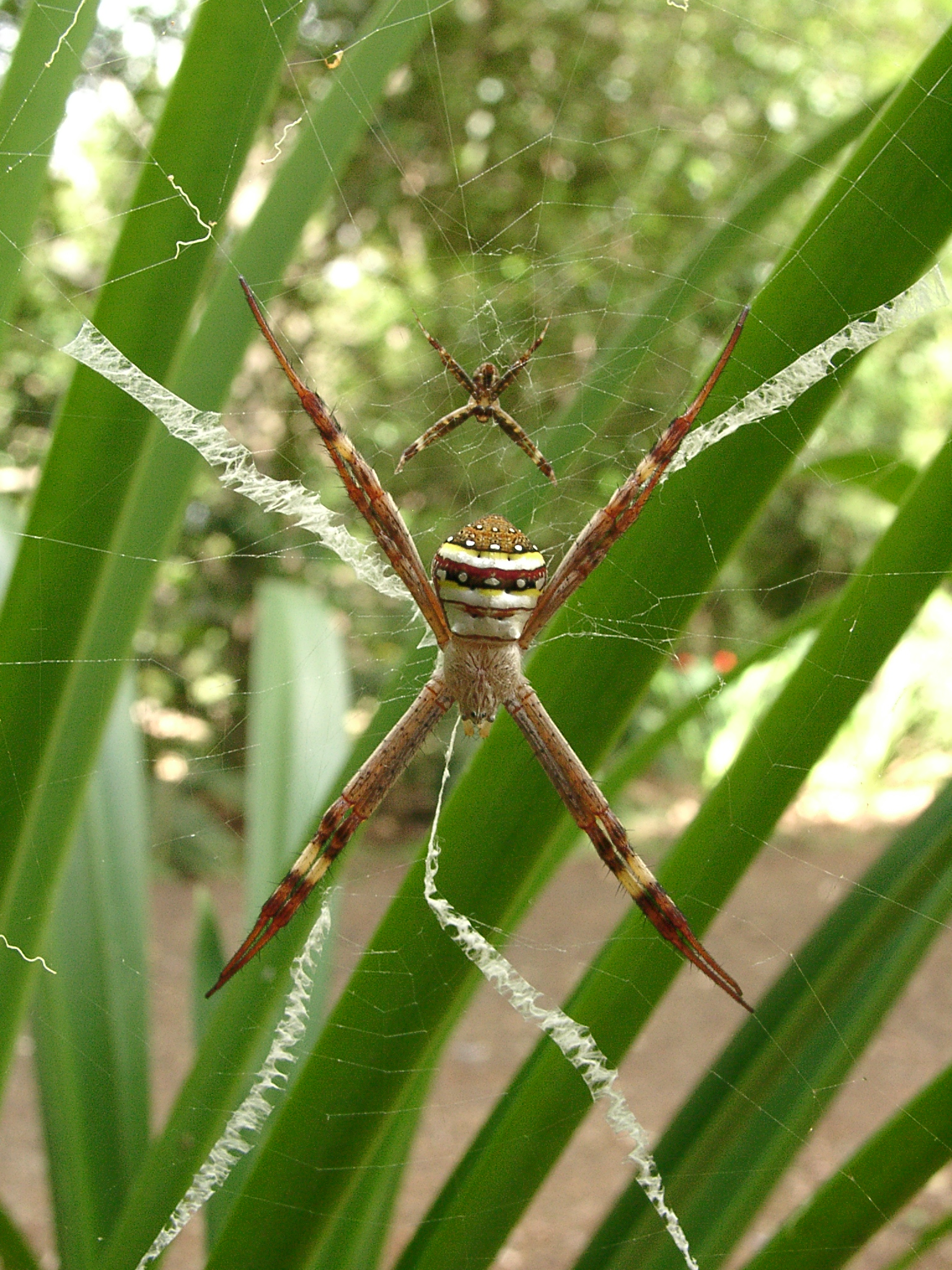
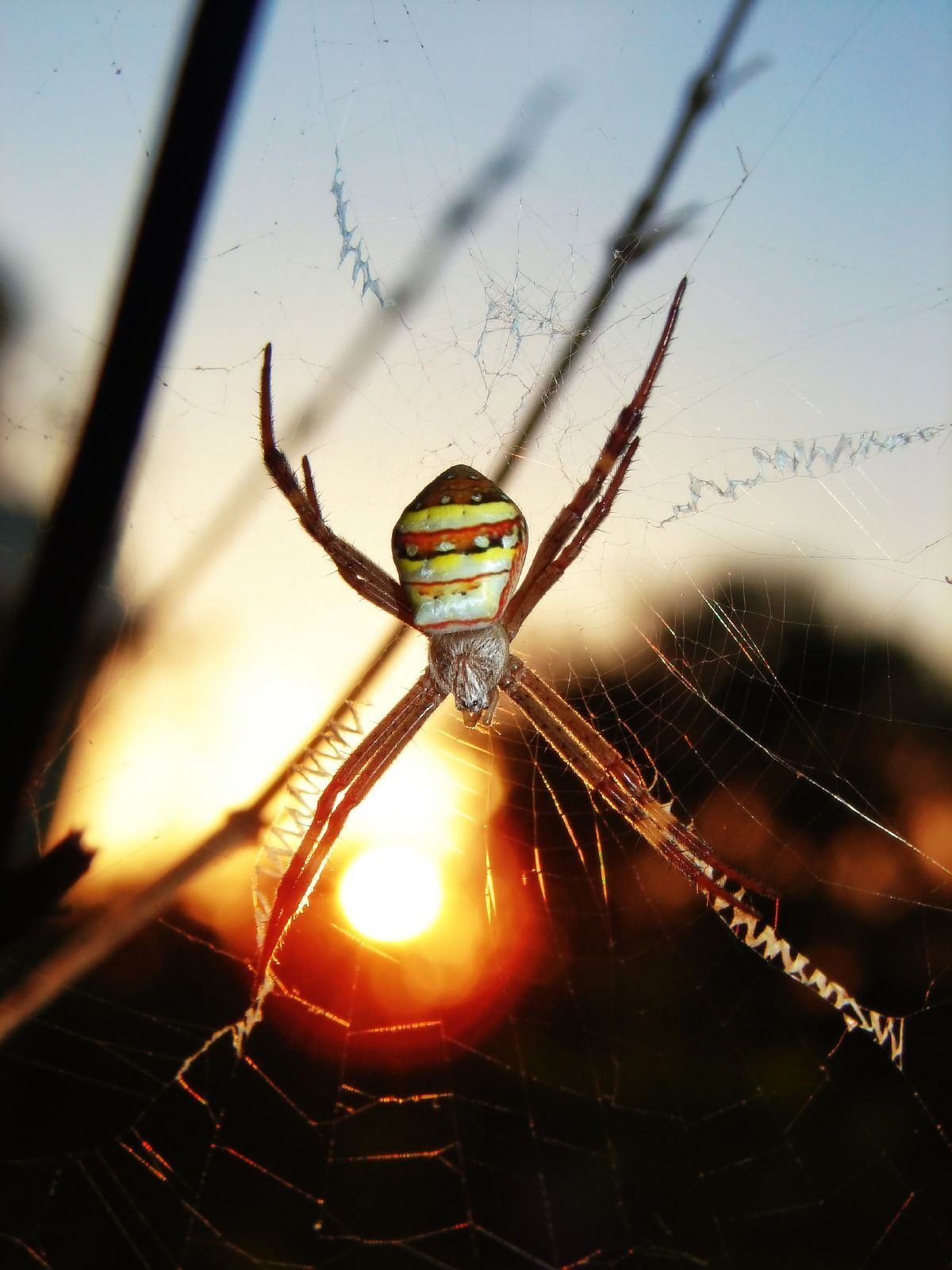
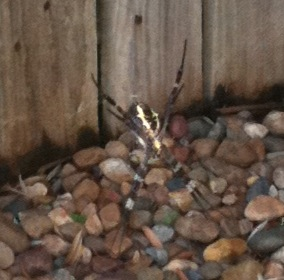